# Montanha do Pico
A Montanha do Pico é um estratovulcão que, com 2 351 m de altitude, constitui a mais alta montanha de Portugal. Fica na ilha do Pico, nos Açores. A sua altitude é mais do dobro da de qualquer outra montanha dos Açores. É também o ponto mais alto da dorsal meso-atlântica, embora existam pontos mais altos em ilhas atlânticas, mas fora da dorsal. Tem um isolamento topográfico de 1451 km, distância a que se encontra do mais elevado Roque de los Muchachos, nas Canárias (Espanha). Medido a partir da zona abissal contígua, o edifício vulcânico tem quase 5 000 metros de altura, quase metade submersa sob as águas do oceano Atlântico.

## Descrição
No cimo da montanha que constitui a parte ocidental da ilha do Pico, localiza-se a cratera do vulcão propriamente dito e dentro dessa cratera, numa erupção recente do ponto de vista geológico surgiu outra elevação de menor dimensão a que foi dado o nome de Pico Pequeno ou Piquinho, com cerca de 70 metros de altura. Na base desta segunda elevação emanam fumarolas vulcânicas com forte teor de enxofre. 
A cratera apresenta-se sensivelmente arredondada, tendo cerca de 700 metros de perímetro por uma profundidade medida a partir dos bordos de cerca de 30 metros.
A Montanha do Pico foi primeiramente classificada como reserva em março de 1972 para e por diploma datado de 12 de Maio de 1982  lhe ser atribuído o estatuto de Reserva Natural da Montanha do Pico pelo Decreto Regional 15/82/A. que abarca uma área de aproximadamente 1500 hectares integrando a parte superior do vulcão e desenvolvendo-se a partir dos 1200 metros até ao ponto mais alto da ilha.
O Vulcão do Pico é muito recente (aproximadamente 750}}mil anos de idade), entrando em atividade pela última vez no seu flanco sueste (São João) no século XVIII.

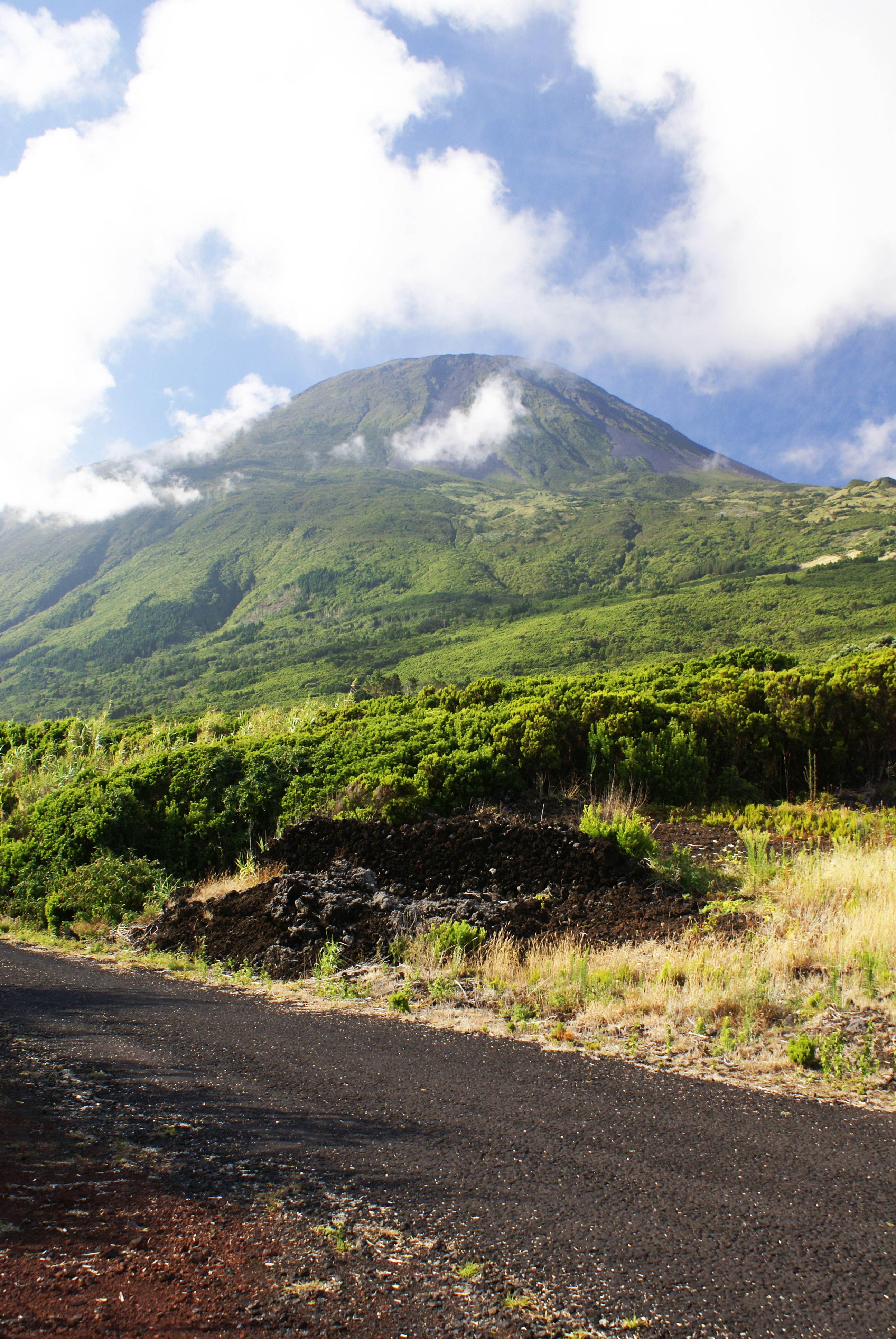
Montanha do Pico vista do seu sopé

É escalável por trilhos marcados ou por serviço de um guia. Foi considerado passeio pedestre apesar de ser algo difícil devido às diversas condições meteorológicas que podem causar com que pessoas "novas" à montanha se percam do trilho marcado.
No caso de querer escalar a montanha certifique-se que está em boas condições de saúde, tem equipamento adequado para as mudanças meteorológicas e que tenha um guia ou alguém que conheça bem a montanha. Subir a montanha é uma experiência fantástica e disponível a todos os que estiverem aptos a atividades físicas e que possuam vontade.
Na parte mais baixa das suas encostas encontra-se a Paisagem da Cultura da Vinha da Ilha do Pico, classificada pela UNESCO como património mundial.
A montanha do Pico alberga uma flora de grande diversidade e raridade, incluindo espécies endémicas no arquipélago, bem descrita nas obras de Rui Teles Palhinha, Pierre Allorge, Ilídio Botelho Gonçalves e outros investigadores que ali herborizaram, contribuindo grandemente para a riqueza da flora e mesmo da fauna das florestas da laurissilva de altitude típicas da Macaronésia.
A paisagem que circunda a montanha é muito variada e estratificada em altitude. Desde o ponto mais alto que no Inverno fica coberto de neve e onde a vegetação é muito escassa, resumindo-se a líquenes e outras entidades do mesmo nível trófico. 
À medida que se desce a montanha a terra praticamente nua de vegetação começa lentamente a dar lugar a vegetação de maior nível trófico e rapidamente a pastagens de altitude, locais onde o gado, principalmente bovino, é pastoreado com um carácter predominantemente extensivo. Por volta dos 1500 metros de altitude inicia-se uma cobertura vegetal de carácter arbóreo

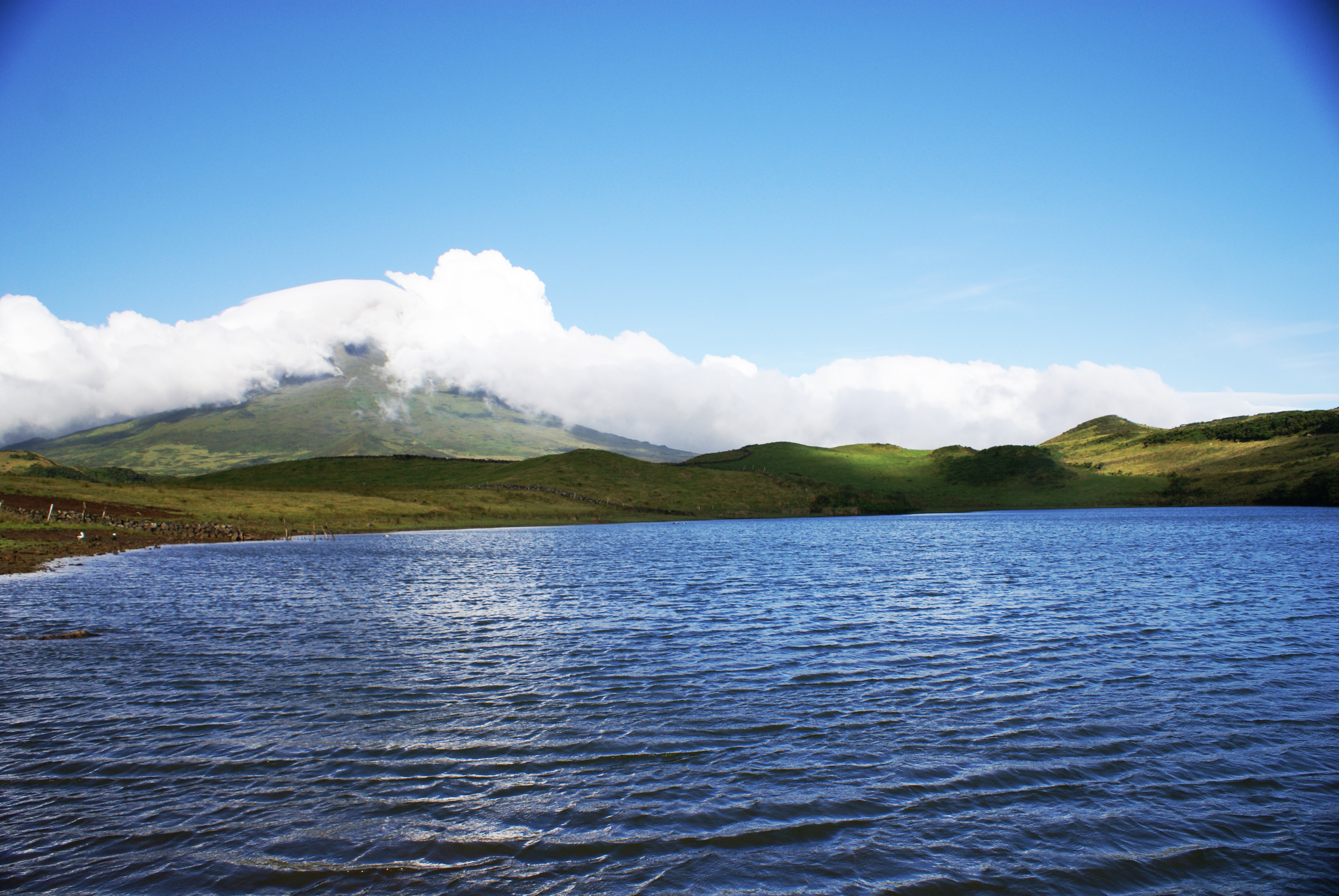
A Montanha vista da Lagoa do Capitão

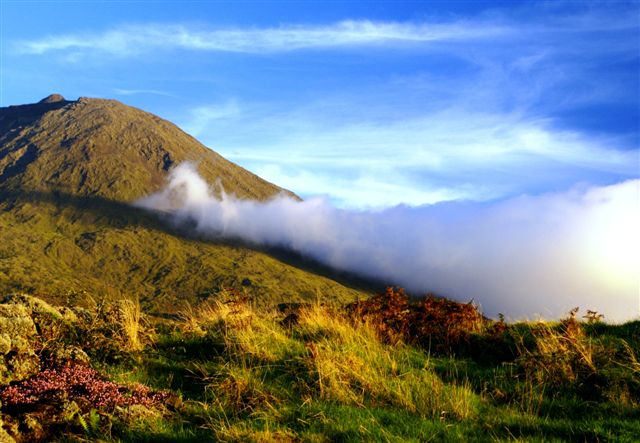
As nuvens galgam a Montanha

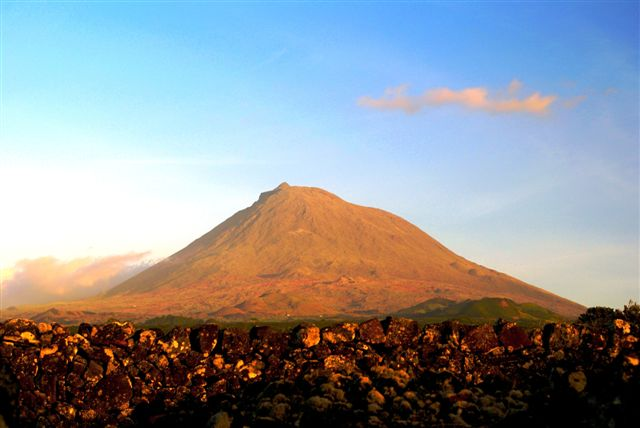
Montanha do Pico ao pôr-do-sol

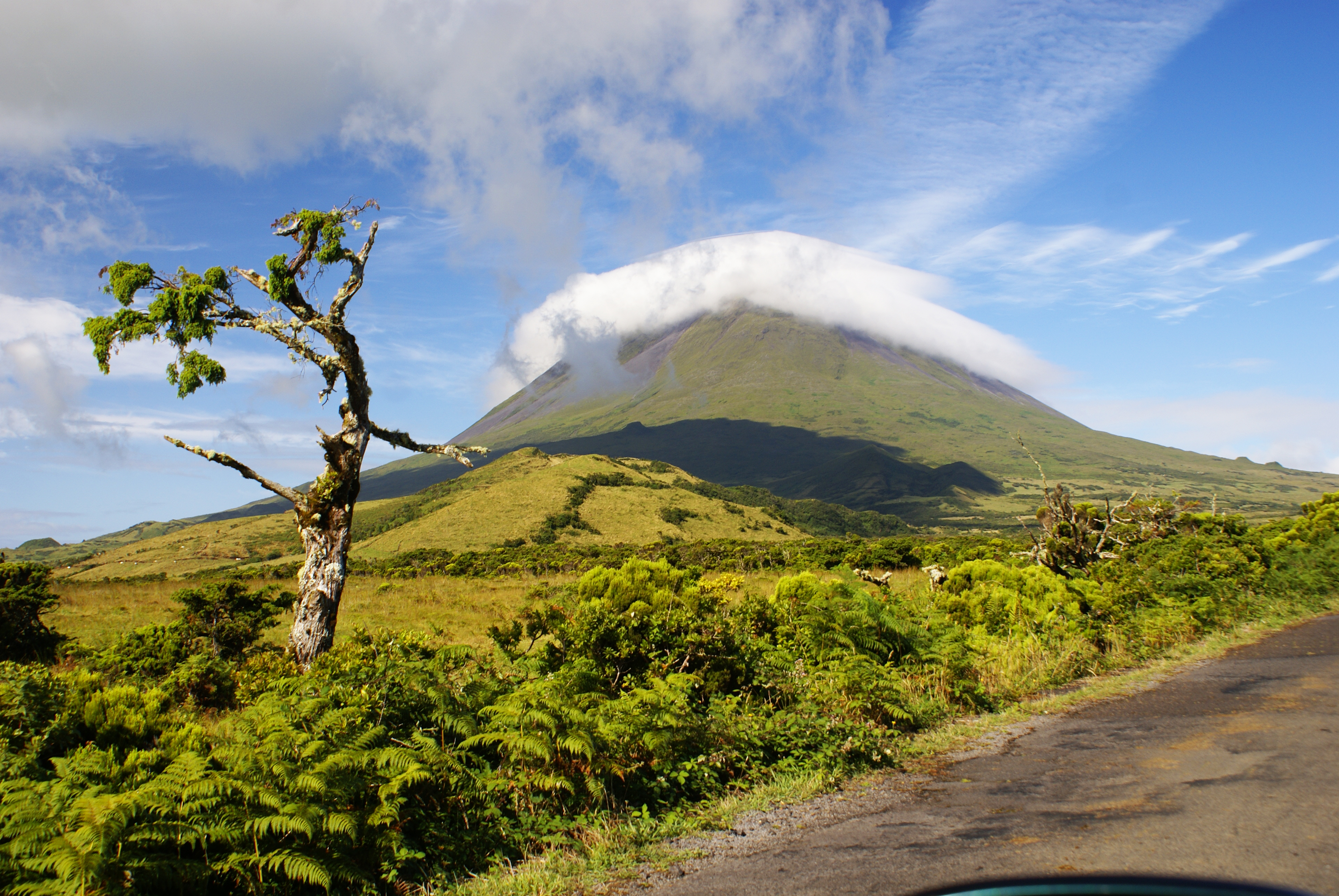
Montanha do Pico

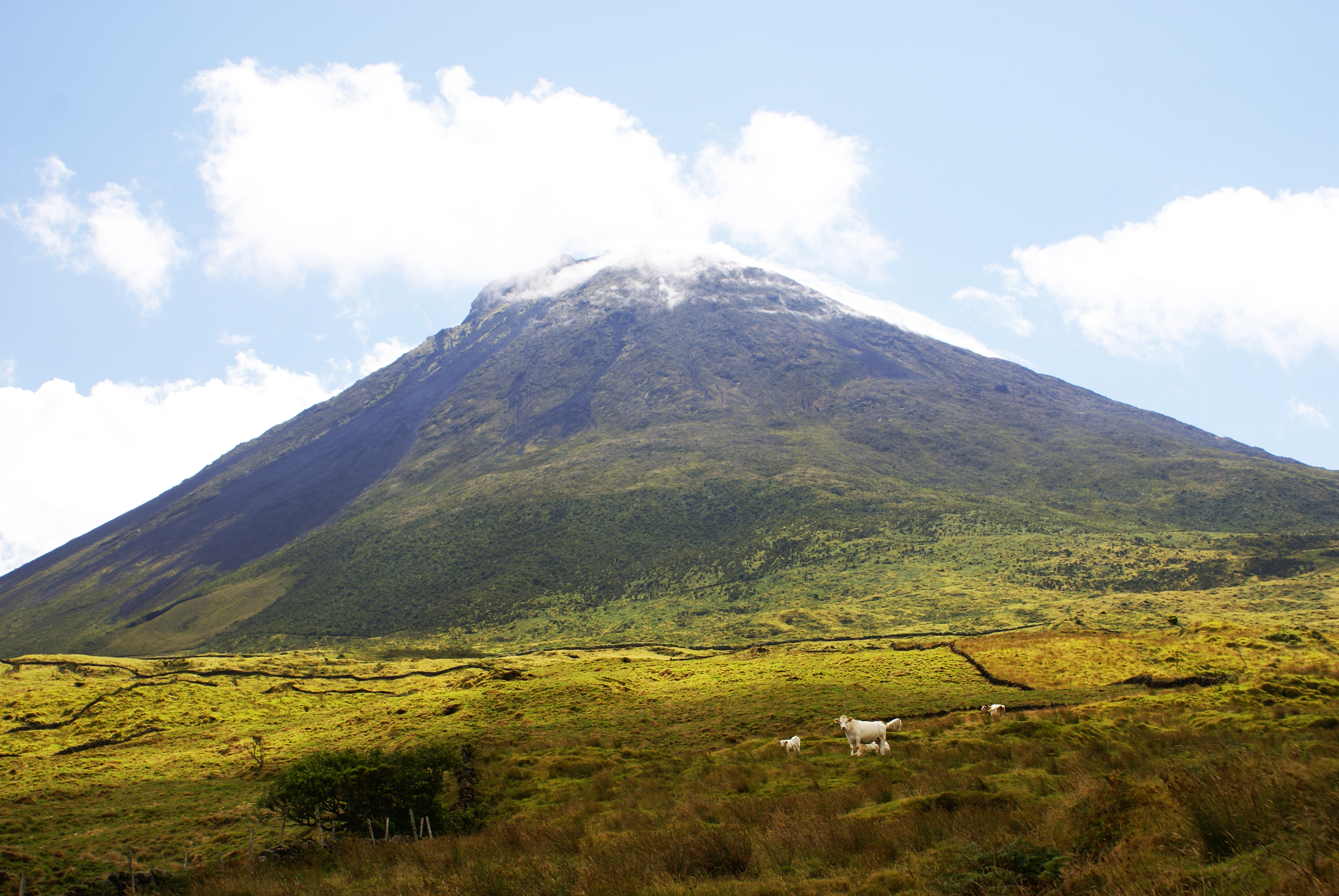
A montanha

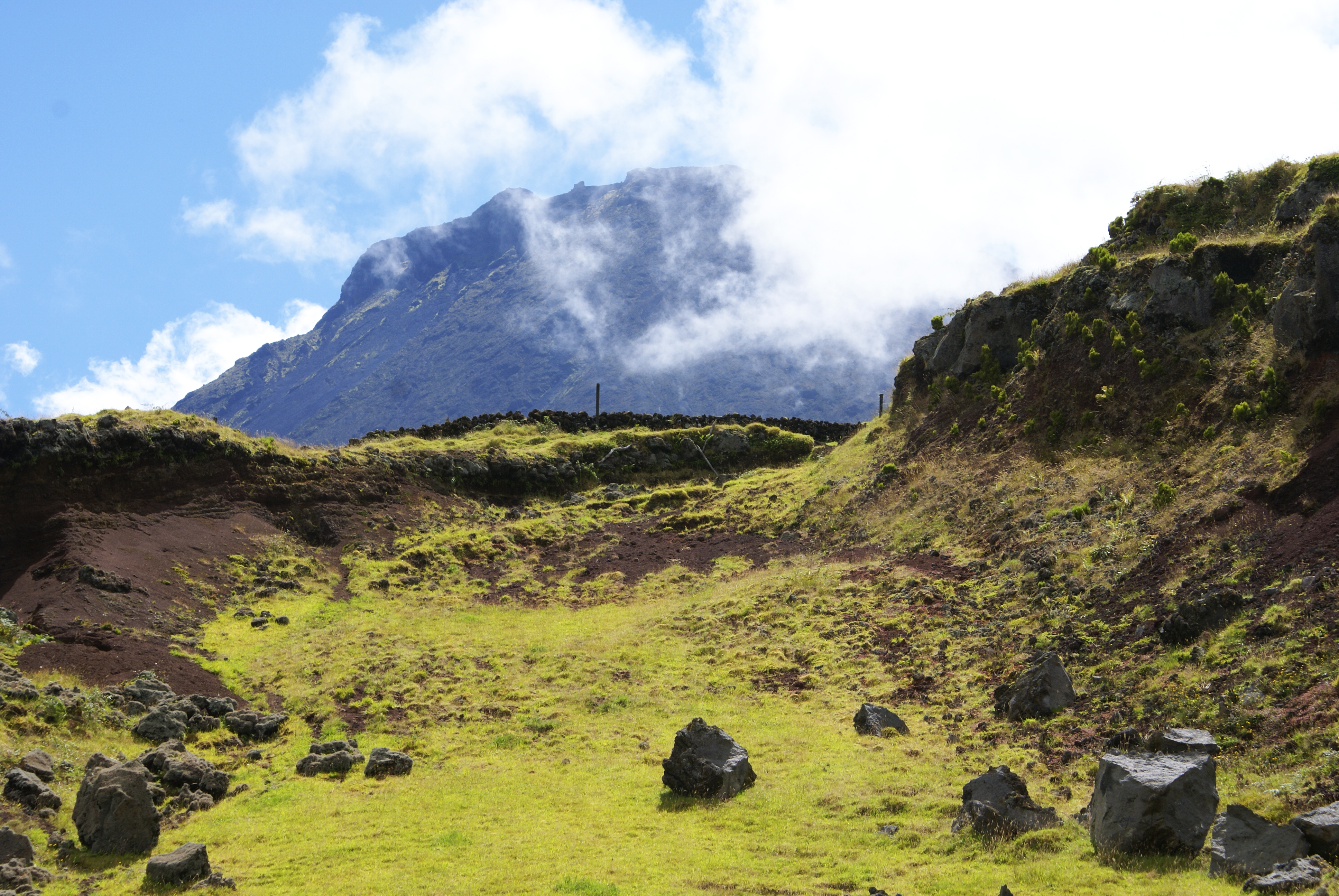
A montanha em altitude

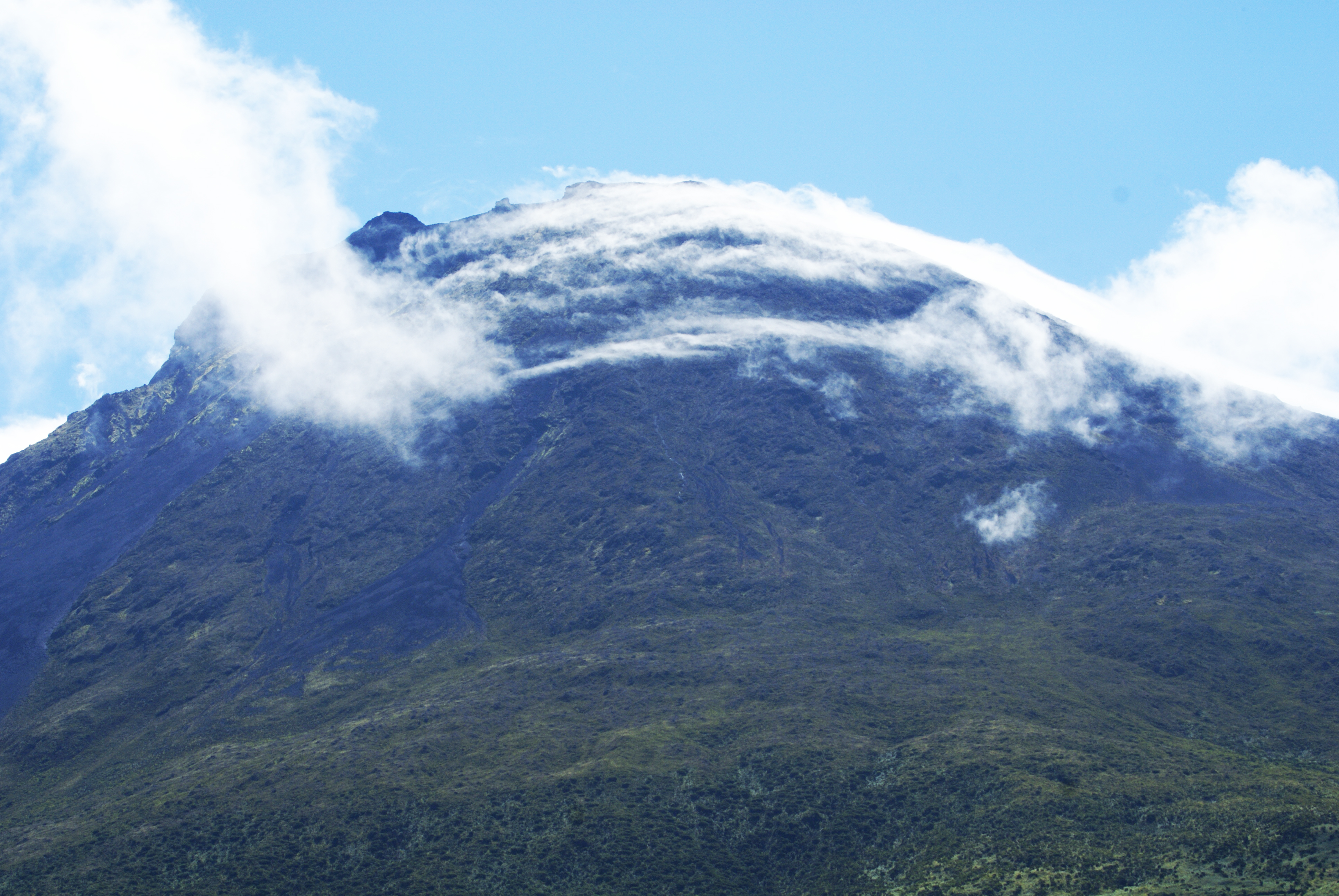
Próximo do cume

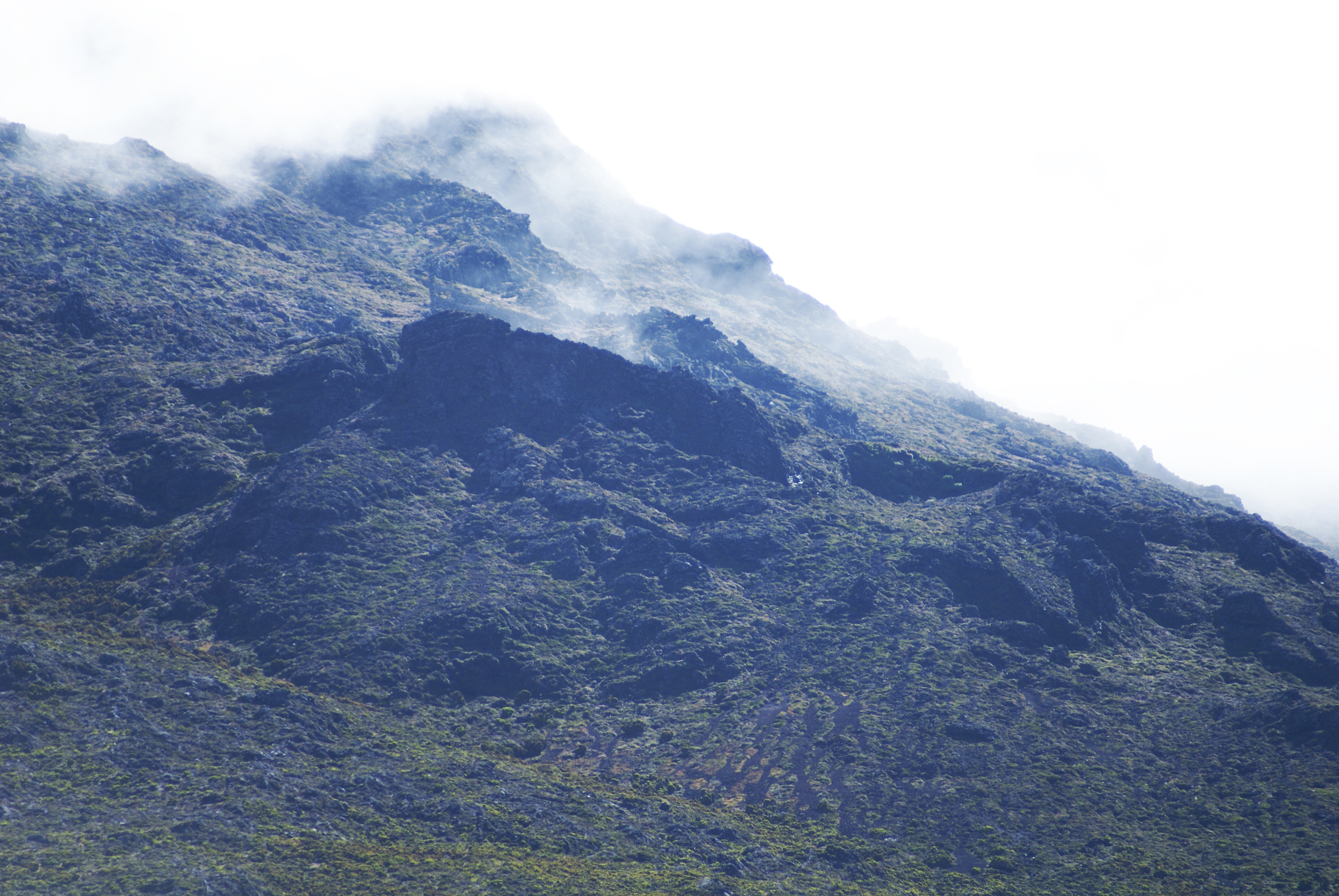
A montanha acima dos 2000 metros

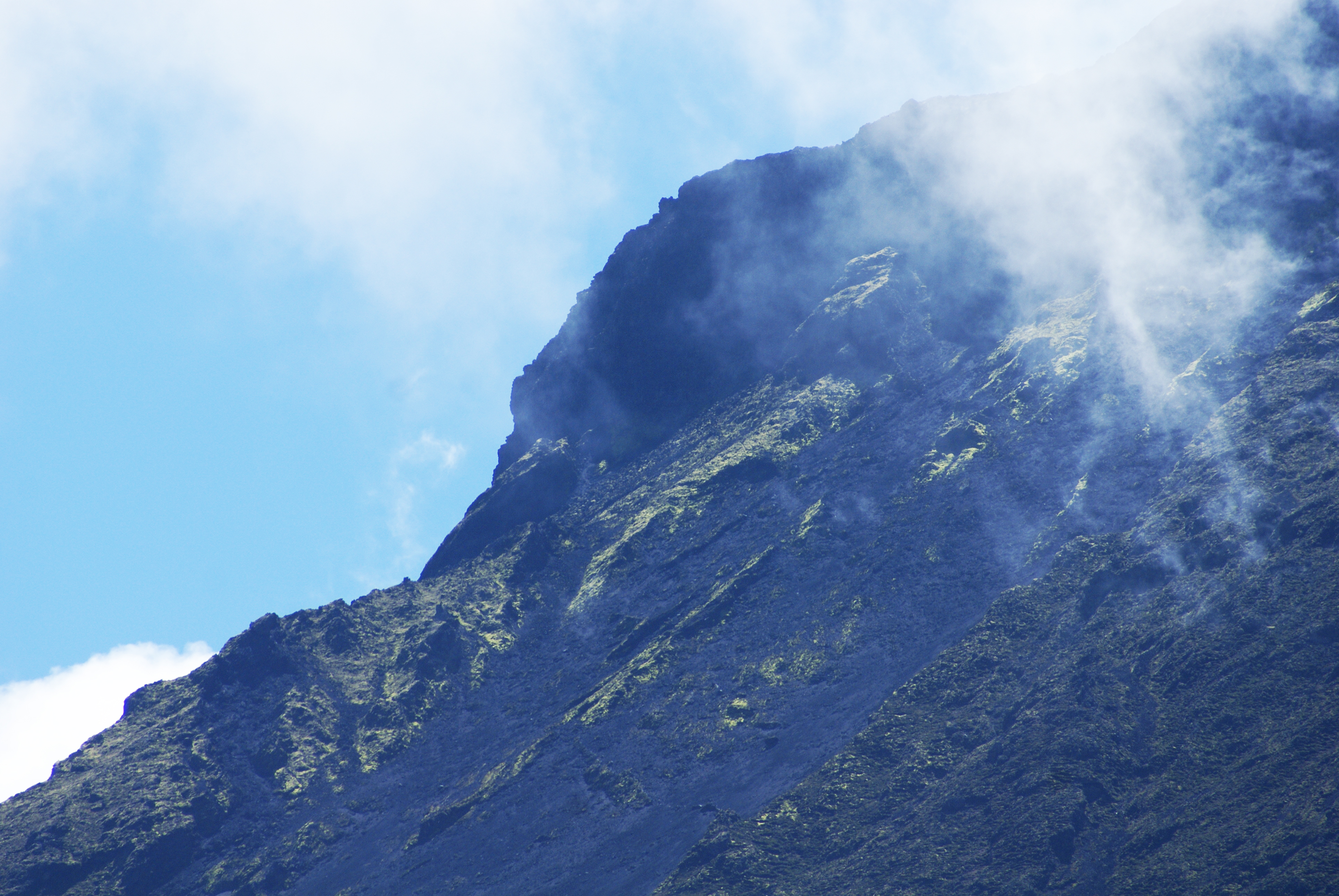
A montanha acima dos 2000 metros

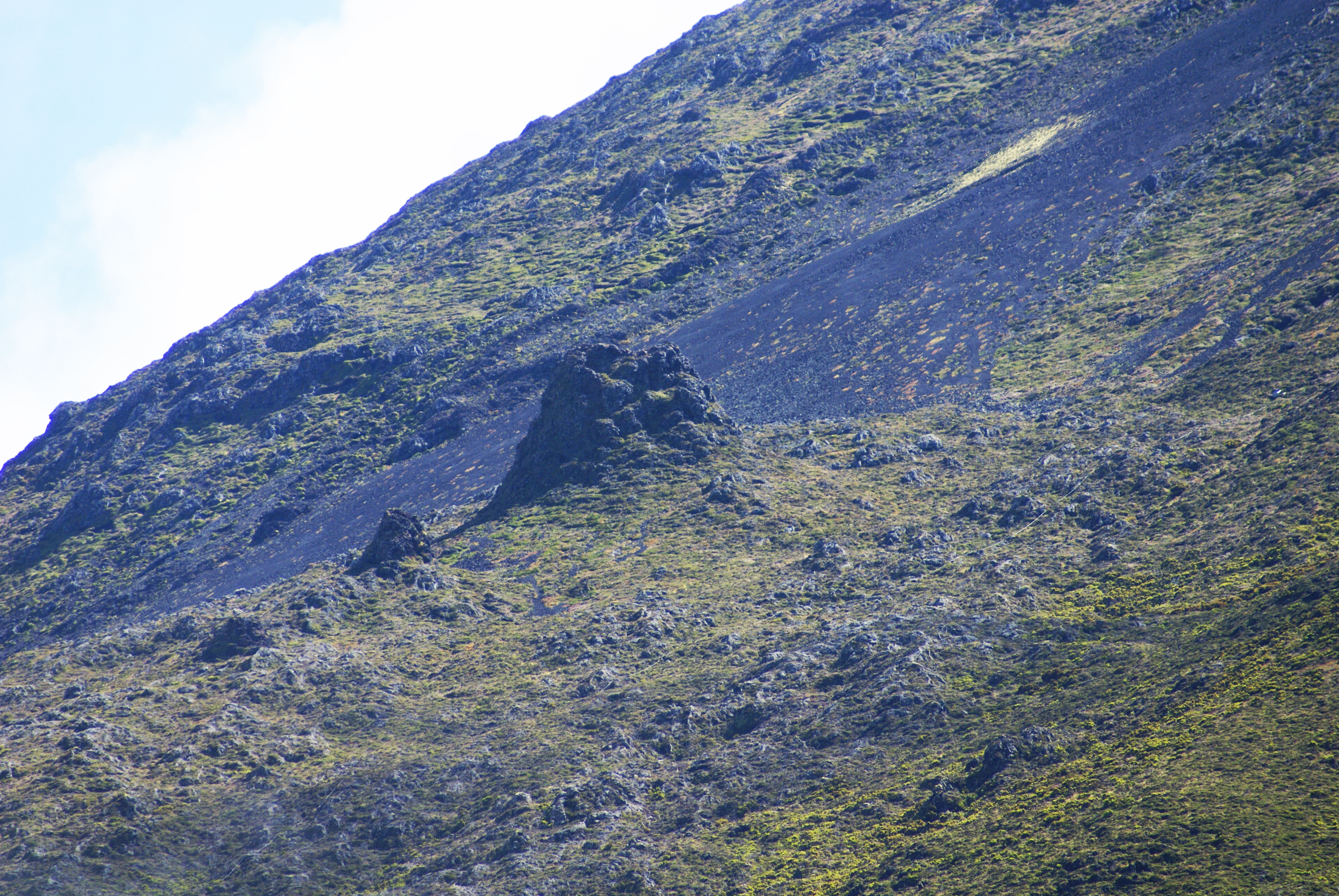
Montanha do Pico, cones adventícios de pequena dimensão

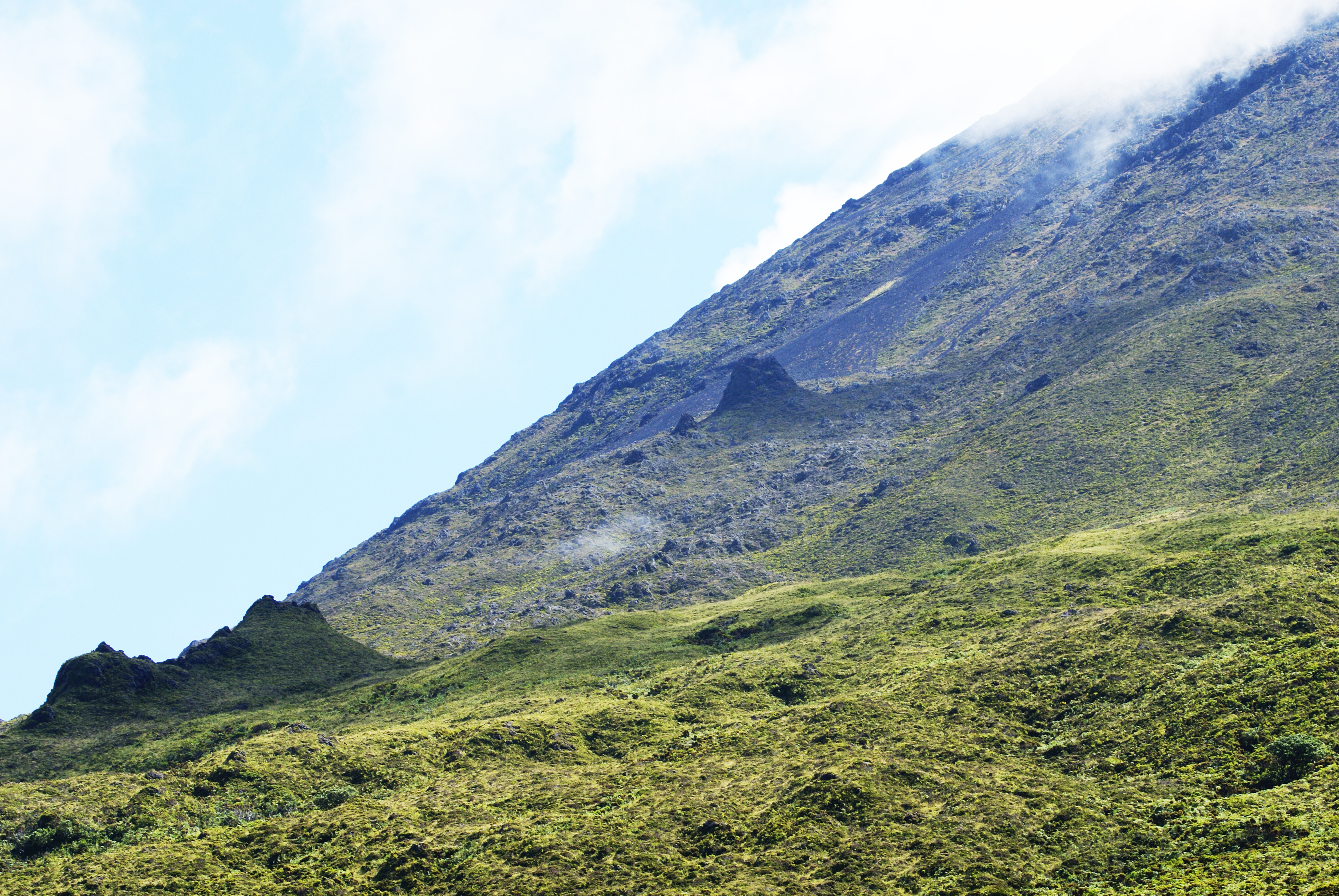
Cones adventícios nas encostas da montanha

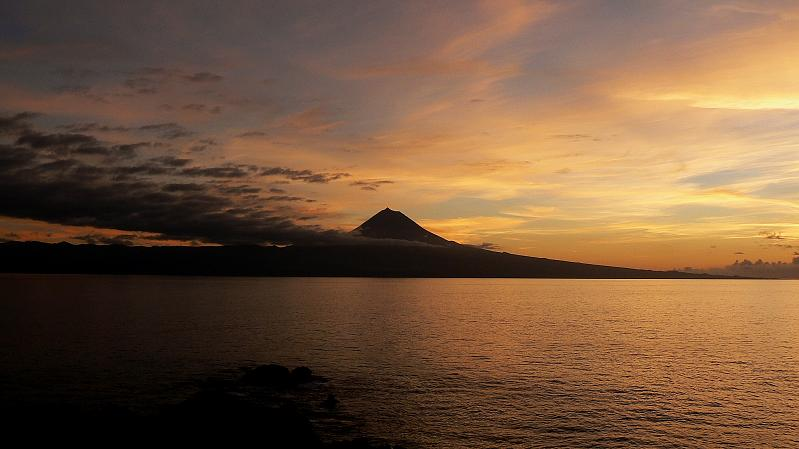
Açores ilha do Pico

Já na zona de pastagem surgem várias lagoas como é o caso da Lagoa do Capitão, situada no planalto interior, ou a Lagoa do Caiado, situada esta no planalto central e integrada num núcleo de lagoas de várias dimensões. 
É de salientar que a vegetação predominante destes locais apresentar um povoamento dominado pela vegetação endémica da floresta laurissilva como nos contrafortes da própria montanha. 
A proteção a toda esta biodiversidade, tanto do ponto da vista da flora como da fauna e mesmo da própria litosfera, onde predominam abundantes correntes de lava basáltica por entre gigantescas correntes de bagacina cuja cor é preta na sua grande maioria, levou à aumentar o nível de proteção já existente (Reserva Natural da Montanha do Pico) com a criação da Reserva Natural do Pico, e mais tarde a criação do Parque Natural da Montanha do Pico.
Subir à montanha do Pico não deve ser encarado de ânimo leve e com irresponsabilidade, dado não só a altitude que se atinge, mas a orografia do local, o facto de se poder em qualquer altura ficar rodeado de nuvens ou neblinas cerradas e mesmo por vezes chuvas intensas. 
Esta escalada permite ao alpinista o apreciar de uma calma e serenidade que só se encontra no silêncio das grandes montanhas. No horizonte, onde o mar é rei e senhor encontra-se um azul inebriante que muda de tom conforme a hora do dia e a nebulosidade. 
A noite, quando a Lua reina nos céus a paisagem é mais estranha, dir-se-ia esplendorosamente bucólica, no mar iluminado pelo luar nasce uma estrada de luz que se estende até ao horizonte. Ao redor do alpinista impera o silêncio aqui e ali entrecortado pelo murmúrio do vento. 
O oceano atlântico agiganta-se lá no fundo dos 2.351 metros da montanha com as ilhas do grupo central dos Açores a pintalga-lo, avista-se logo ali a ilha do Faial, mais além, a ilha Terceira, a ilha de São Jorge e a ilha Graciosa.
Durante o dia distinguem-se os seus pormenores e recostes, mas à noite somente a tremeluzente luz artificial da humanidade se mostra. 

## Subida à Montanha do Pico
A escalada da Montanha do Pico faz parte dos trilhos pedestres da ilha do Pico, constituindo-se no Trilho Pedestre da Montanha do Pico que se rege por princípios que devem ser tidos em conta de forma a não por em perigo a vida a quem ascende à montanha, assim foi criada a Carta de Princípios de Escalada à Montanha do Pico. 
Essa carta aconselha as seguintes medidas e atitudes:
A subida à montanha, embora não seja difícil do ponto de vista da técnica deverá, preferentemente, ser feita durante os meses de verão e por pessoas com capacidade para empreender uma caminhada apreciável.
A distância a percorrer a pé desde o início do percurso, se for a partir da casa da abrigo existente na montanha, ronda os 5 quilómetros, sendo o acesso feito por veredas e trilhos que, e à exceção da parte inicial, se encontram devidamente identificados com marcos de madeira com cerca de 1 metro de altura, marcados com riscas vermelhas e amarelas e que se destinam a guiar o caminhante. Estes marcos de madeira são de grande importância como referências do percurso, dado que de um marco pode visualizar-se o marco seguinte e o antecedente, caso não haja nebulosidade.
Para fazer uma subida em segurança é recomendado o uso de calçado adequado, que deve ser composto por botas de montanha, ou na falta destas, por sapatos que permitam uma aderência forte a um caminho que se apresenta pedregoso, escorregadio e com saliência de terreno.
A roupa a usar deve ser de preferência leve, não sendo no entanto descurar um agasalho e uma capa para a chuva, dado que tanto esta como o nevoeiro são frequentes e convém estar prevenido.
Tendo em atenção que a temperatura se reduz com a altitude é frequente que no cimo da montanha esteja aproximadamente menos 10 °C do que no ponto onde se inicia a escalada. 
O alpinista deve ter também em atenção o facto de ter ou não uma pele sensível ao sol e ao clima, facto que deverá condicionar o uso de protetor solar. Dependendo de cada caso é aconselhável levar apoio para a subida e descida: um cajado ou um bordão poderão ser um precioso auxílio no caminho. Igualmente devem ser levados alimentos com elevado valor energético, mas de pouco peso, como barras de chocolate e claro, bastante água. Caso o alpinista queira passar a noite na montanha deve informar na casa abrigo que pretende pernoitar e deve levar equipamento adequado, que inclui um saco cama. É aconselhável nunca utilizar as grutas existentes na montanha para dormir.
O alpinista antes de proceder à subida da montanha deve ter em atenção alguns fatores de segurança, nomeadamente: Deve preferencialmente fazer-se acompanhar por um guia devidamente credenciado, deve passar pela casa abrigo para controle da subida ou, em caso de época baixa, deve informar o Corpo de Bombeiros Voluntários da Madalena do Pico do número de caminhantes que vão efetuar a subida e da hora de início da escalada e de uma hora previsível para a chegada. 
Deve igualmente seguir as orientações do já mencionado corpo de bombeiros da Madalena bem como dos Serviços de Ambiente da ilha do Pico, já que no caso de o alpinista se perder serem os bombeiros que procedem à busca e no caso dos Serviços de Ambiente porque estes fornecem importantes informações sobre as condições atmosféricas.
Tendo em atenção que a Montanha do Pico é constituída numa área de proteção especial sob as denominações de: Reserva Natural do Pico, Reserva Natural da Montanha do Pico e de Parque Natural da Montanha do Pico, o alpinista deve tem em atenção o facto de ter de seguir determinadas condições. 
Assim deve seguir apenas pelas veredas e trilhos existentes ao longo do Percurso, não deve colher plantas, flores, frutos ou amostras minerais. Não deve fazer lume dentro dos limites da reserva natural, não deve deitar lixo no chão, devo-o guardar e transportar até encontrar um recipiente apropriado para o depositar, tendo no entanto em atenção que só existem recipientes de recolha de lixo no início do acesso à montanha. 
Não deve perturbar a tranquilidade do local. Deve-se sempre respeitar as indicações dadas pelo guia e cumprir as disposições legais em vigor na reserva natural. 
O alpinista deve ter em atenção que a fragilidade do ecossistema, o desgaste que a área acusa, bem como o grau de insegurança que oferece, a subida do Piquinho é proibida.

## Geomorfologia
A Montanha do Pico apresenta-se como um vulcão geologicamente recente, constituído por correntes de lava, onde se encontram abundantes basaltos e matérias de projeção onde se destacam abundantes bagacinas na sua grande maioria de cor preta. 
As vertentes da Montanha do Pico apresentam declives muito acentuados que no cimo da montanha terminam nos bordos desmantelados da caldeira vulcânica, local de onde tem origem o cone do Pico Pequeno ou Piquinho. Sendo que o sopé da montanha termina no planalto central da ilha excluindo o local da Ponta da Faca, no concelho da Madalena, próximo ao Farol da Ponta da Faca, sitio onde se pode afirmar que a montanha encontra o mar. 
Termina neste em poderosas correntes de lavas basálticas que formam baías e promontórios. Na orla costeira basáltica surgem com alguma frequência grutas de erosão devido à abrasão marinha bem como bocas de túneis de lava.
Nas vertentes altas da montanha existem abundantes areias e formações vulcânicas de grande aparato, como são os Algares, os hornitos, vale cavados e de fortes vertentes, cavernas, cones adventícios laterais à montanha.

## Flora
Tendo em atenção a altitude da montanha e que é muito frequente a queda de neve durante o inverno e chuvas abundantes não só no inverno mas praticamente durante todo o ano, associado a estas condições climatológicas é de mencionar a presença frequente, principalmente em altitude, de nevoeiros frentes.
Estas características climáticas especificas, em associação com o solo vulcânico da montanha, estão na origem a uma cobertura vegetal bastante especifica e adaptada ao local e estratificada em altitude.
Assim, surge em locais mais abrigados, e entre as altitudes dos 1200 e dos 1400 metros um tipo de bosque arbustivo onde predominam as espécies do Ilex perado ssp. Azorica (azevinho), do Juniperus brevifolia (cedro do mato), o vaccinium cylindraceum (rosmaninho), ou a Erica azorica, entre muitas outras espécies típicas das florestas da Laurissilva características da Macaronésia.
Como com o fator altitude as condições climáticas tendem a ser mais adversas, surge uma vegetação rasteira adaptada a essas condições. Assim surgem plantas como a Daboecia azorica, a Calluna vulgaris, vulgarmente conhecida como queiró, o Thymus caespititius, vulgarmente denominado por tomilho bravo, por entre outras espécies igualmente adaptadas, como é o caso das Polygala e Silene vulgaris cratericola, sendo 
oqkue esta para além de ser uma rara endémica é também restrita apenas a esta montanha, só sendo possível de observar a sua presença acima dos 2 200 metros de altitude.
Na cota dos 1 800 metros a presença vegetal começa rapidamente a diminuir surgindo mais frequentemente apenas em locais menos expostos as agrestes condições climáticas.
Nesta cota de altitude, e devido à praticamente ausente cobertura vegetal resta uma zona agreste onde predominam fortes correntes de lava, grandes depósitos de cascalhos, areais e outras formações geológicas de grande efeito cénico.

## Fauna
A avifauna existente nesta montanha, e tendo sempre em atenção as cotas de altitude, não se apresenta muito variada nem muito abundante, facto que se deve as rudes condições do habitat. Varia no entanto, tanto em quantidade como em abundância conforme as estações do ano, tendo grande diferença principalmente entre o Inverno e o Verão. 
Na época estival é muito comum a presença de aves como o Serinus Canaria (canário), a Fringila coelebs (tentilhão), o Sturnus Vulgaris (estorninho) e o Buteo buteo (milhafre), o Nyctalus azoreum), (morcego-dos-açores), é muito visto nesta área. Principalmente devido à falta de comida.
Nesta montanha são pouquíssimas as espécies de aves que se reproduzem na época fria, principalmente devido a escassez de comida, tendo entretanto em atenção que as que o fazem, fazem-no devido à alimentação especifica desta altura do ano.